# Вермален, Томас
То́мас Верма́лен (нидерл. Thomas Vermaelen; род. 14 ноября 1985, Антверпен, Фламандский регион) — бельгийский футболист, выступавший на позиции центрального защитника. Бывший игрок национальной сборной Бельгии.

## Клубная карьера
Томас Вермален является воспитанником бельгийского футбольного клуба «Жерминаль Беерсхот», который ранее назывался «Жерминаль Экерен».
1 июля 2003 года Вермален подписал пятилетний контракт с нидерландским «Аяксом». Дебют бельгийца в Эредивизи состоялся 15 февраля 2004 года в гостевом матче против «Волендама». Он отыграл весь матч, а его клуб победил со счётом 2:0. Это был единственный матч Вермалена за основной состав «Аякса» в сезоне 2003/04, в котором его клуб стал чемпионом страны.
В январе 2005 года Томас был отдан в аренду клубу «Валвейк» на оставшуюся часть сезона 2004/05, так как не проходил в основной состав «Аякса» из-за высокой конкуренции. Дебют Вермалена в новом клубе состоялся 23 января в матче против «Росендала», который завершился победой «Валвейка» со счётом 0:1. Свой первый мяч за «Валвейк» Томас забил 5 марта 2005 года в матче против «Утрехта», благодаря этому мячу, забитому на 68-й минуте матча, команда Вермалена избежала поражения и сыграла вничью 2:2. Всего за пять месяцев Томас сыграл за «Валвейк» 13 матчей и забил два мяча.
Вернувшись после окончания аренды в «Аякс» Вермален довольно быстро стал основным игроком обороны клуба. В сезоне 2005/06 Томас провёл за клуб 24 матча и забил три мяча, а также стал обладателем Суперкубка и Кубка Нидерландов. 13 августа 2006 года Томас выиграл свой второй Суперкубок Нидерландов, в финальном матче его «Аякс» обыграл ПСВ со счётом 3:1. В Эредевизи же Вермален стал серебряным призёром сезона 2006/07, сыграв за клуб 23 матча. В 2007 году Томас стал двукратным обладателем Кубка страны. В начале сезона 2007/08 бельгиец в третий раз в своей карьере выиграл Суперкубок Нидерландов. В чемпионате Нидерландов 2007/08 Вермален сыграл 19 матчей и забил один гол, а его клуб по итогам сезона занял второе место, уступив ПСВ.
В начале июня 2009 года Вермаленом заинтересовался английский «Арсенал», который нуждался в усилении линии обороны клуба. «Арсенал» сделал официальное предложение «Аяксу» о приобретении игрока, по неофициальным данным «канониры» предложили за 23-летнего Вермалена 10-12 млн фунтов стерлингов. 19 июня 2009 года Вермален прошёл медосмотр и подписал контракт с «Арсеналом». Подробности контракта не были оглашены.
В первом же своём матче в Английской Премьер-лиги Вермален забил мяч с подачи Робина ван Перси в ворота «Эвертона» на 37 минуте и был позже включен в сборную тура по версии BBC и Sky Sports. Томас был признан болельщиками «Арсенала» лучшим игроком команды в августе и сентябре. По итогам сезона Вермален вошёл в символическую сборную АПЛ.
После ухода Робина ван Перси в «Манчестер Юнайтед» был назначен капитаном «Арсенала».
9 августа 2014 года было объявлено о переходе Вермалена в «Барселону» за 19 млн евро. Контракт был подписан на пять лет. После перехода длительное время находился на реабилитации после травмы. Дебют в официальныx играx состоялся 23 мая 2015 года в матче 38 тура чемпионата Испании против «Депортиво». Бельгиец вышел на поле с первыx минут и был заменён в середине второго тайма. Матч закончился результативной ничьей — 2:2. 29 августа 2015 года забил свой дебютный гол за «Барселону», поразив ворота «Малаги» в матче 2 тура Примеры. Встреча завершилась со счётом 1:0. В августе 2016 года Вермален перешёл на правах аренды в итальянскую «Рому».
27 июля 2019 на правах свободного агента перешёл в японский клуб «Виссел Кобе»
21 января 2022 года Королевская бельгийская футбольная ассоциация объявила о завершении карьеры Томаса Вермалена, добавив, что он присоединится к сборной Бельгии в качестве помощника тренера перед Чемпионатом мира по футболу 2022 года.

## Карьера в сборной
За сборную дебютировал 1 марта 2006 года в игре против сборной Люксембурга. Участник чемпионата мира 2014 года и Евро-2016. На чемпионате мира 2018 года стал бронзовым призёром в составе сборной Бельгии. Забил за сборную два мяча — 14 ноября 2009 года в товарищеском матче против Венгрии (3:0) и 9 сентября 2019 года в отборочном матче Евро-2020 против Шотландии (4:0).

## Личная жизнь
Томас Вермален с 2012 года встречался с британской телеведущей Полли Парсонс, с которой познакомился на вечеринке у Робина ван Перси. У Томаса и Полли двое сыновей — Рафф и Эйс. Летом 2017 года пара поженилась.

## Статистика по сезонам
| Выступление      | Выступление      | Выступление      | Лига | Лига | Кубок страны | Кубок страны | Еврокубки | Еврокубки | Итого | Итого |
| Клуб             | Лига             | Сезон            | Игры | Голы | Игры         | Голы         | Игры      | Голы      | Игры  | Голы  |
| ---------------- | ---------------- | ---------------- | ---- | ---- | ------------ | ------------ | --------- | --------- | ----- | ----- |
| Аякс             | Эредивизи        | 2003/04          | 1    | 0    | 0            | 0            | 0         | 0         | 1     | 0     |
| Аякс             | Эредивизи        | 2005/06          | 24   | 3    | 9            | 1            | 5         | 0         | 38    | 4     |
| Аякс             | Эредивизи        | 2006/07          | 23   | 0    | 6            | 0            | 11        | 0         | 40    | 0     |
| Аякс             | Эредивизи        | 2007/08          | 19   | 1    | 1            | 0            | 3         | 0         | 23    | 1     |
| Аякс             | Эредивизи        | 2008/09          | 31   | 4    | 2            | 0            | 9         | 1         | 42    | 5     |
| Аякс             | Итого            | Итого            | 98   | 8    | 18           | 1            | 28        | 1         | 144   | 10    |
| → Валвейк        | Эредивизи        | 2004/05          | 13   | 2    | 1            | 0            | 0         | 0         | 14    | 2     |
| → Валвейк        | Итого            | Итого            | 13   | 2    | 1            | 0            | 0         | 0         | 14    | 2     |
| Арсенал          | Премьер-лига     | 2009/10          | 33   | 7    | 1            | 0            | 11        | 1         | 45    | 8     |
| Арсенал          | Премьер-лига     | 2010/11          | 5    | 0    | 0            | 0            | 0         | 0         | 5     | 0     |
| Арсенал          | Премьер-лига     | 2011/12          | 29   | 6    | 4            | 0            | 7         | 0         | 40    | 6     |
| Арсенал          | Премьер-лига     | 2012/13          | 29   | 0    | 3            | 1            | 7         | 0         | 39    | 1     |
| Арсенал          | Премьер-лига     | 2013/14          | 14   | 0    | 5            | 0            | 2         | 0         | 21    | 0     |
| Арсенал          | Итого            | Итого            | 110  | 13   | 13           | 1            | 27        | 1         | 150   | 15    |
| Барселона        | Примера          | 2014/15          | 1    | 0    | 0            | 0            | 0         | 0         | 1     | 0     |
| Барселона        | Примера          | 2015/16          | 10   | 1    | 6            | 0            | 4         | 0         | 20    | 1     |
| Барселона        | Примера          | 2017/18          | 14   | 0    | 5            | 0            | 1         | 0         | 20    | 0     |
| Барселона        | Примера          | 2018/19          | 9    | 0    | 1            | 0            | 2         | 0         | 12    | 0     |
| Барселона        | Итого            | Итого            | 34   | 1    | 12           | 0            | 7         | 0         | 53    | 1     |
| → Рома           | Серия A          | 2016/17          | 9    | 0    | 0            | 0            | 3         | 0         | 12    | 0     |
| → Рома           | Итого            | Итого            | 9    | 0    | 0            | 0            | 3         | 0         | 12    | 0     |
| Всего за карьеру | Всего за карьеру | Всего за карьеру | 264  | 24   | 44           | 2            | 65        | 2         | 373   | 28    |

1. ↑  С учётом Суперкубков Голландии 2006, 2007 и Суперкубка Испании 2015
2. ↑  С учётом Суперкубка УЕФА 2015 и Клубного чемпионата мира 2015

## Достижения

### Командные
«Аякс»
- Чемпион Нидерландов: 2003/04
- Обладатель Кубка Нидерландов (2): 2005/06, 2006/07
- Обладатель Суперкубка Нидерландов (2): 2006, 2007

«Арсенал»
- Обладатель Кубка Англии: 2013/14

«Барселона»
- Чемпион Испании (4): 2014/15, 2015/16, 2017/18, 2018/19
- Обладатель Кубка Испании (3): 2014/15, 2015/16, 2017/18
- Победитель Лиги чемпионов УЕФА: 2014/15
- Обладатель Суперкубка УЕФА: 2015
- Победитель Клубного чемпионата мира: 2015

«Виссел Кобе»
- Обладатель Кубка Императора : 2019
- Обладатель Суперкубка Японии: 2020

### Личные
- Член символической сборной чемпионата Англии: 2010